# Hasarius mahensis
Hasarius mahensis là một loài nhện trong họ Salticidae.
Loài này thuộc chi Hasarius. Hasarius mahensis được Fred R. Wanless miêu tả năm 1984.